# 鳳凰山 (中国遼寧省)

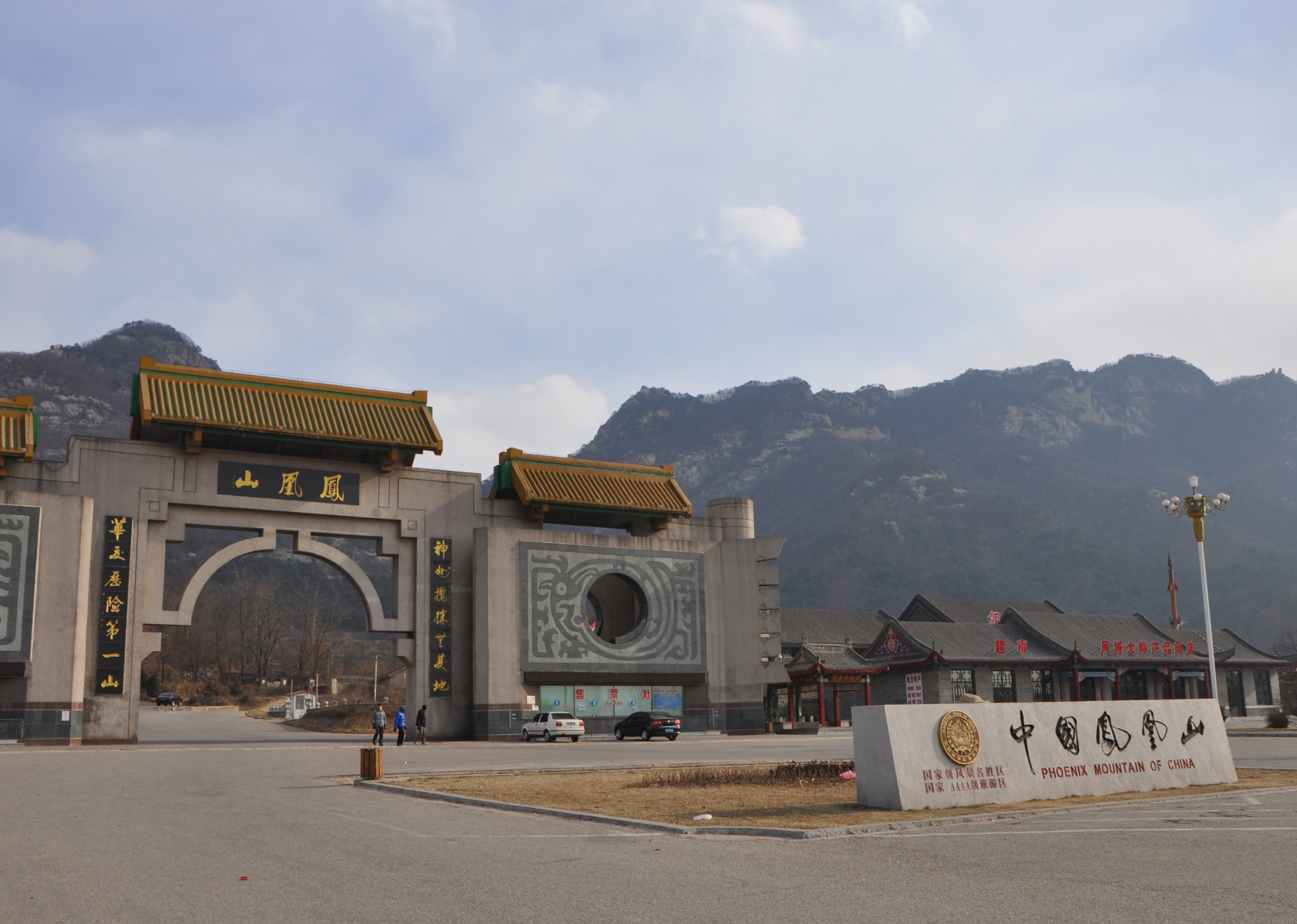
鳳凰山風景区への入口

鳳凰山（ほうおうさん、中国語: 凤凰山）は中国・遼寧省丹東市鳳城市にある名山。「箭眼」（チェンイェン）と呼ばれる最高点の海抜が836メートル。遼寧省の四大名山（他は千山、医巫閭山、薬山）のひとつ。
1994年に中華人民共和国国家重点風景名勝区に認定された。